# Велика Ньюфаундлендська банка
45°14′13″ пн. ш. 50°59′21.2″ зх. д. / 45.23694° пн. ш. 50.989222° зх. д.

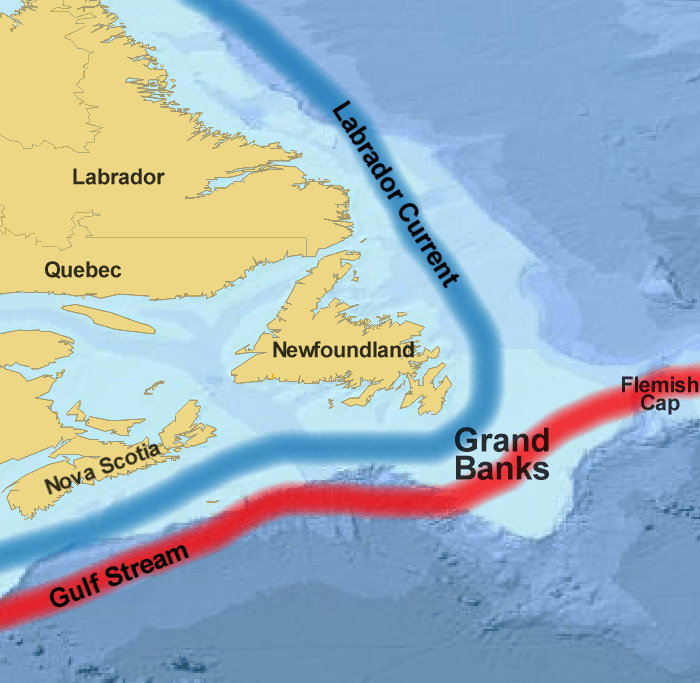
Розташування на мапі Великої Ньюфаундлендської банки

Велика Ньюфаундлендська банка — група підводних плато на південний схід від Ньюфаундленду на Північноамериканському континентальному шельфі. Цей терен має глибини 24-100 м. Тут холодна Лабрадорська течія занурюється під теплі води Гольфстриму.

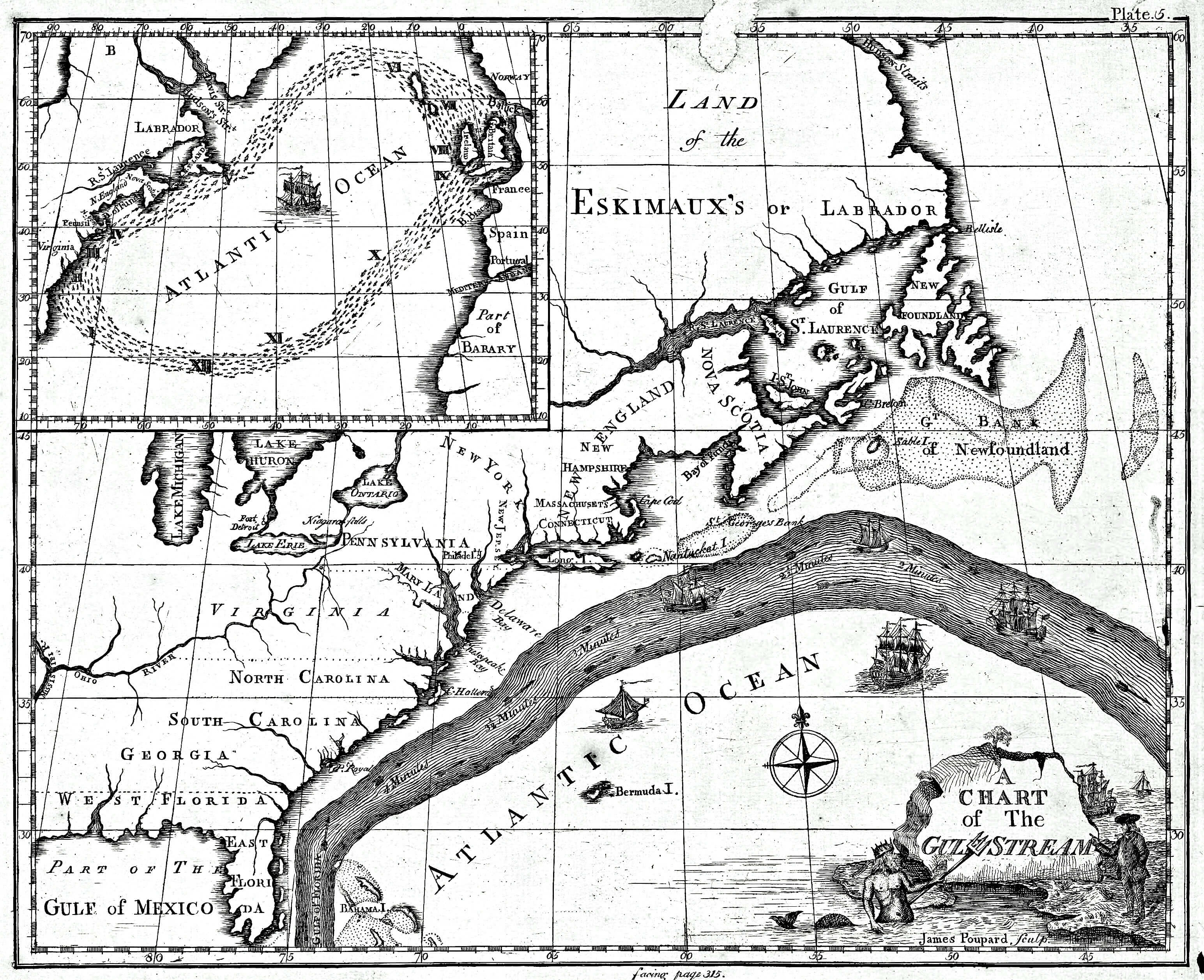
Мапа Гольфстриму, складена Бенджаміном Франкліном, у правій частині показана Велика Ньюфаундлендська банка

Змішання цих вод і підйом поживних речовин до поверхні з дна океану, призвело до створення найбагатшого риболовецького майданчика у світі. Важливий промисловий район Канади і Франції (території Сен-П'єр і Мікелон). Загальна площа — 282.500 км². Види риб: атлантична тріска, риба-меч, пікші і мойви. Молюски: гребінці і омари. В області також існують великі колонії морських птахів: північна олуша, буревісники і морські качки і різні морські ссавці: ластоногі, дельфіни і кити.

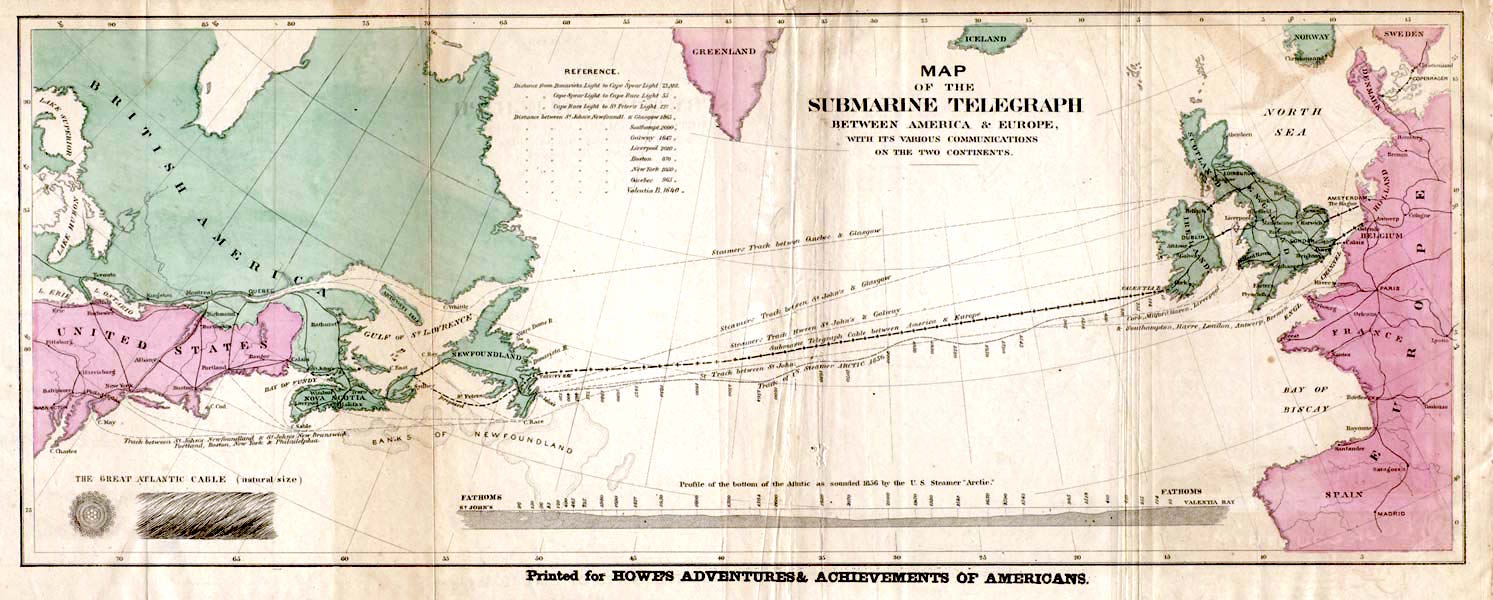
Карта прокладення телеграфного кабелю через Атлантичний океан у 1858 році, показана Велика Ньюфаундлендська банка

Море майже скрізь не глибше 100 метрів, наймілководніша точка — скеля Верджин (глибина 5,5 м). Ґрунт в основному складається з піску, гальки і гравію. Перемішування холодної і теплої течій, часто викликає тумани в цьому районі.
Під час останнього льодовикового максимуму через океанічну регресію Велика Ньюфаундлендська банка була суходолом і була покрита Лаврентійським льодовиковим щитом.  Більшість льоду зтануло в 11 тисячолітті до н.е, залишивши в акваторії банки кілька островів, що простягалися на сотні кілометрів.